# 放浪者メルモス
『放浪者メルモス』（ほうろうしゃメルモス、Melmoth the Wanderer）は、アイルランドの劇作家、小説家、牧師のチャールズ・ロバート・マチューリンによる1820年のゴシック小説である。小説のタイトルの「メルモス」とは、 150年の余命と引き換えに魂を悪魔に売り、彷徨えるユダヤ人を彷彿させる方法で、協定を引き継ぐ誰かを探している学者のことである 。
小説は一連の入れ子になった物語で構成され、メルモスの人生の物語が次第に浮かび上がってくる。この小説は19世紀初頭のイギリスについての社会的論評を提供しており、プロテスタントの美徳を支持する一方、ローマカトリックを非難している。この作品は、ロセッティやワイルド、ポー、そしてバルザックらによって熱烈に讃美された。

## あらすじ
1816年の秋、ダブリンのトリニティ・カレッジの学生であるジョン・メルモスは、亡くなった父の兄であり、今にも死にそうな伯父を訪ねる。伯父は会うと最初は喜んだが、少しずつ弱っていく伯父に心乱れたジョンは立ち上がった。伯父は見捨てられると思い、つい声を荒げてしまうが、元気づけるために何か口に入れるものを持ってこようとしたと知った伯父は、鍵のかかった小部屋に葡萄酒があることを告げて取りに行かせる。小部屋の中に入ると骨董品のがらくたばかりだったが、その際、奇怪な祖先の肖像画を見つけ、隅の方には「ジョン・メルモス、1646年」という自分と同じ名前で150年前の日付があった。伯父の咳払いが聞こえ、我に戻ったジョンはすぐに伯父の部屋に戻る。葡萄酒を飲んで少し元気になった伯父は、なぜジョンが早く帰ってこなかったのか責める。肖像画を見ていたと自白したジョンに対し、あの男はまだ生きていると言う伯父。さらに自分の病の原因はあの男に対する恐怖だという。ジョンの学費が何よりも気の滅入ることだった伯父が、恐怖心でここまで弱ってしまうことに恐ろしさを感じるジョン。伯父が眠ると、ジョンはもう一度小部屋に入り、あの肖像画を見に行くが、伯父は物音に気づきうめき声を上げる。その音に気づいたジョンは振り向くが、その瞬間、ジョンはそれまで見ていた肖像画の眼が動いたように感じた。伯父が亡くなる晩、ジョンが部屋の隅で腰を下ろしていると、伯父の部屋に男が入ってきた。男は部屋を見回し、わざとゆっくりと部屋を出た。ジョンは例の肖像画の男だと思い追いかけようとするが、似ているだけで肖像画の男ではないだろうと思い留まった。しかし男はもう一度現れ、ジョンの方に手招きをした。ジョンは立ち上がり男の方へ向かおうとするが、伯父の叫び声に気を取られてしまう。伯父は寝巻きを取り替えようとした家政婦を泥棒と思い、寝巻きを取り合いながら叫び続け、亡くなった。
葬式を終え、遺言状を開けてみると相続人はジョン一人でだけであった。また弁護士によると遺言状には走り書きがあり、そこには肖像画とその下にある箱の中の手記を焼却せよという命令だった。それ以外遺言状に不備はなく、事は滞りなく終わった。未成年であるジョンの後見人たちは早く大学へ戻り学業を終わらせるよう勧告したが、ジョンはしばらく屋敷に留まることを伝え、後見人たちを帰らせ、屋敷にはジョン一人になった。そこからジョンは夕方まで屋敷を歩き回り、老婆が来るのを待っていた。老婆の長い話をまとめると、伯父は二年ほど前からあの部屋に長居することが増え、それを怪しんだ不届きものが部屋に押し込んだが、部屋には紙切ればかりあって手ぶらで帰ってきた。しかしひどく恐れた伯父は金額を問わずに窓をレンガで閉じてしまった、ということと、伯父の病気になる2日前、広庭の扉を早く閉めろと婆に怒鳴る伯父が婆から鍵をぶん取り、ふと広庭の方を見ると叫び声を上げて倒れる伯父と、それを見て叫び声を上げる婆。召使いが集まり伯父を起こすと広庭を指差した。そこにはどうやって入ったのか、背丈の高い男が広庭を横切る姿があった、ということであった。話が終わってもジョンの疑問は一向に解消されず、最後の手段である老巫女を呼びつけた。老巫女は最初新しい主人に会えて喜ばしいと言うように礼をしていたが、例の話をしてほしいと分かると鬼女のように奇怪な行動を取り、落ち着くと老巫女は話を始めた。老巫女の話を聞き終えたジョンだったが未だ疑問は解消されず、例の手記を調べて見ねばと決心する。しかしすぐ実行に移そうとするが、今この屋敷には蝋燭が無く、子供に隣町まで走らせて買いに行かせているとのことだった。仕方なくジョンは老巫女の話を思い出しながら瞑想に浸った。アイルランドに移住した初代メルモスはクロムウェル軍の大将であり、王党派についた家の所領を没収し頂いたとのこと。そして初代メルモスの兄という人物は、大陸の諸国に行っていて家族も行方知れずと忘れていた。そしてその男には魔法が使えるという奇怪な噂が付き纏っていた。初代メルモスが存命の頃、その男が初代メルモスの元を訪れたが、男は皺一つ増やしておらず、少しばかり滞在したのだが何も話すこともなく、家族の方も恐ろしくて何も問いただせず、いざ出ていくということになった際に、一枚の絵を残して去っていった。それから数年後、その男を追いかけている英国から来た男が、何か知らないかと脅すように問いただすが、家族は何も知らず、数日して男は去っていったが、手記だけはなぜか残されていた。そして今でも漂白のジョン・メルモスは生きており、アイルランドでも頻繁に目撃されている。そうして思い返している間に明かりの支度ができたのでジョンは小部屋に篭り、例の手記を探し始めた。そしてすぐに手帳は見つかり、ボロボロの変色した手記を読み始める。

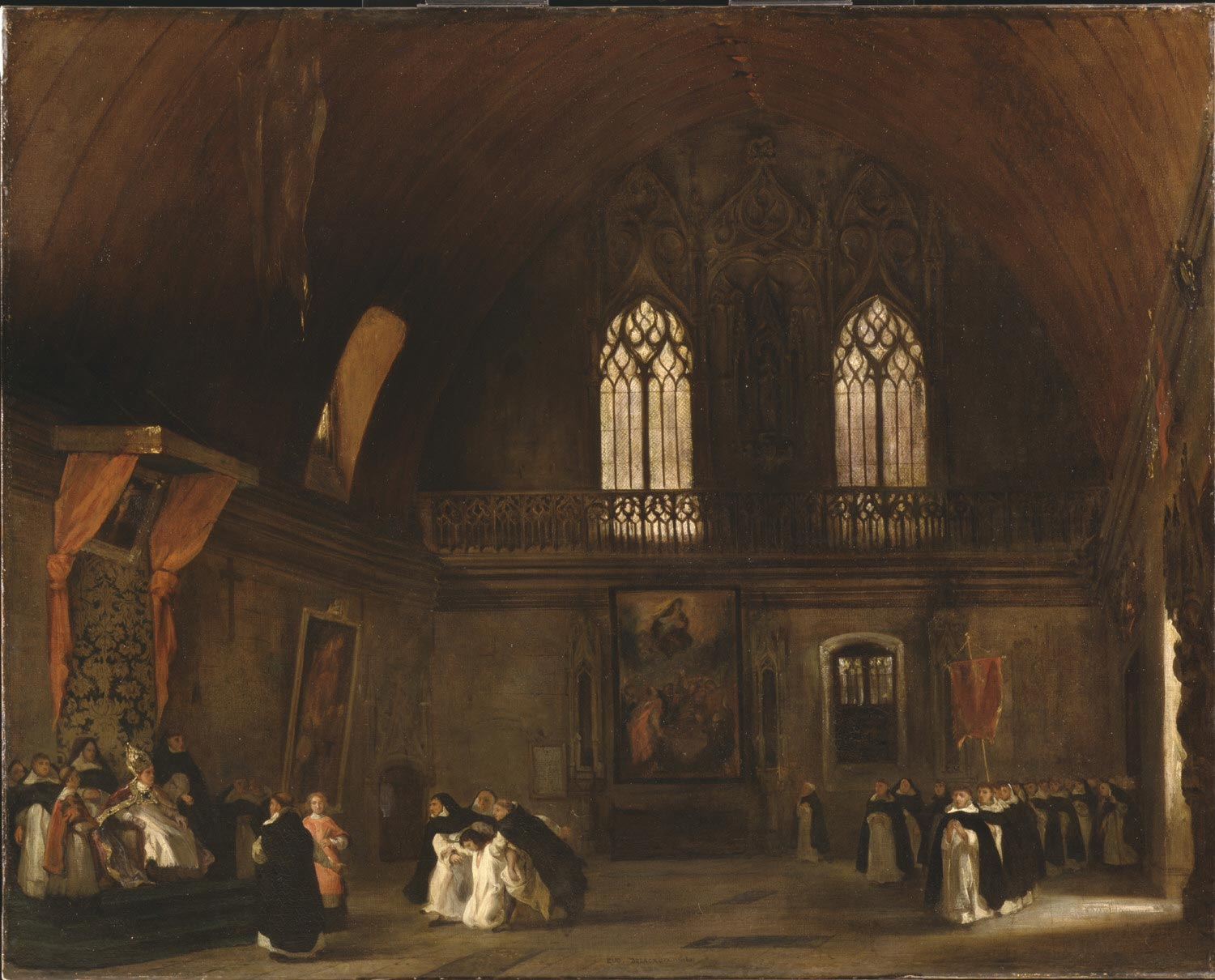
メルモス、またはマドリッドのドミニコ会修道院の内部。ウジェーヌ・ドラクロワ、帆布に油彩、1831年

## 日本語訳
- 『放浪者メルモス』上・下（富山太佳夫訳、紀田順一郎, 荒俣宏責任編集、国書刊行会、世界幻想文学大系5A・B）1977
- 『放浪者メルモス』新装版（富山太佳夫訳、国書刊行会）[2]） 2012

## 参考図書
放浪者メルモスを継ぐ者--ヒースクリフの出自をめぐって